# Joseph Morewood Staniforth
Joseph Morewood Staniforth, cunoscut și ca J.M. Staniforth, (1864 – 21 decembrie 1921) a fost un artist galez cel mai bine cunoscut pentru desenele sale din Western Mail, Evening Express și News of the World. Staniforth a  fost descris drept "...cel mai important comentator vizual al afacerilor galeze care să fi lucrat în țară."